# الملا أيوب الأعظمي
الملا أيوب الأعظمي وهو أبو عبد الحميد الملا أيوب بن مصطفى بن أحمد العبيدي الأعظمي، وينتمي لقبيلة العبيد العربية القحطانية الحميرية، وأهل مدينة الأعظمية في بغداد أغلبهم من أبناء هذه القبيلة.
ولد في الأعظمية في بغداد عام 1170 هـ/1756م، وتعلم القرآن الكريم في صغره، ثم دخل مدرسة الإمام أبي حنيفة، وتخرج فيها على يد الشيخ مصطفى المدرس العلقبند مفتي بغداد، وعلى الشيخ خطيب الحضرة عبد الله أفندي الآلوسي والد أبو الثناء الآلوسي.
وكان له مجلس في الجامع يحضره الأدباء والعلماء، وكان أديبا وكاتبا مثقفا و كتب عدة مؤلفات، ولم يبقى من آثاره الخطية سوى كتاب شرح السراجية الذي كتبه في عام 1222هـ، ولقد أشتغل في التجارة وعينه الوالي علي رضا اللاظ خطيبا أصيلا في جامع الإمام الأعظم.
ولقد اسندت له في أواخر عمره سدانة الحضرة لضريح الإمام أبي حنيفة النعمان وذلك في عام 1245هـ، في عهد الوالي داود باشا، لقد كان الملا أيوب شخصا مسموع الكلمة لدى الولاة والحكام محترما مهابا.
ومن أولاده الشيخ عبد المجيد أيوب العبيدي.
ومن أحفاده الشيخ علي ظريف الأعظمي الذي كان مؤلفا وأديبا وله مؤلفات كثيرة والذي أصدر مجلة الأقلام، وهي مجلة شهرية أدبية تاريخية معروفة في العراق والبلدان العربية.

## وفاته
توفي الملا أيوب في عام 1251هـ/1835م، وشيع في موكب مهيب ودفن في مبنى كلية الإمام الأعظم عند باب القبلة في مقبرة الخيزران في الأعظمية.